# Lijst van voetbalinterlands Nieuw-Caledonië - Salomonseilanden
Deze lijst van voetbalinterlands is een overzicht van alle officiële voetbalwedstrijden tussen de nationale teams van Nieuw-Caledonië en de Salomonseilanden. De landen hebben tot op heden veertien keer tegen elkaar gespeeld. De eerste ontmoeting, een kwalificatiewedstrijd voor het Wereldkampioenschap voetbal 2006, werd gespeeld op 15 mei 2004 in Honiara. Het laatste duel, een kwalificatiewedstrijd voor het Wereldkampioenschap voetbal 2026, vond plaats op 14 november 2024 in Port Moresby (Papoea-Nieuw-Guinea).

## Wedstrijden
| №  | Plaats       | Datum             | Competitie             | Wedstrijd                          | Uitslag |
| -- | ------------ | ----------------- | ---------------------- | ---------------------------------- | ------- |
| 1  | Honiara      | 15 mei 2004       | WK 2006 kwalificatie   | Salomonseilanden − Nieuw-Caledonië | 2 − 0   |
| 2  | Apia         | 5 september 2007  | WK 2010 kwalificatie   | Salomonseilanden − Nieuw-Caledonië | 2 − 3   |
| 3  | Nouméa       | 5 september 2011  | Pacifische Spelen 2011 | Nieuw-Caledonië − Salomonseilanden | 1 − 2   |
| 4  | Nouméa       | 9 september 2011  | Pacifische Spelen 2011 | Nieuw-Caledonië − Salomonseilanden | 2 − 0   |
| 5  | Honiara      | 12 oktober 2012   | WK 2014 kwalificatie   | Salomonseilanden − Nieuw-Caledonië | 2 − 6   |
| 6  | Nouméa       | 16 oktober 2012   | WK 2014 kwalificatie   | Nieuw-Caledonië − Salomonseilanden | 5 − 0   |
| 7  | Honiara      | 5 oktober 2016    | Vriendschappelijk      | Salomonseilanden − Nieuw-Caledonië | 0 − 3   |
| 8  | Honiara      | 8 oktober 2016    | Vriendschappelijk      | Salomonseilanden − Nieuw-Caledonië | 0 − 1   |
| 9  | Port Vila    | 12 december 2017  | Vriendschappelijk      | Nieuw-Caledonië − Salomonseilanden | 0 − 1   |
| 10 | Apia         | 10 juli 2019      | Pacifische Spelen 2019 | Salomonseilanden − Nieuw-Caledonië | 0 − 2   |
| 11 | Luganville   | 21 september 2022 | Melanesië Cup 2022     | Salomonseilanden − Nieuw-Caledonië | 1 − 0   |
| 12 | Nouméa       | 14 oktober 2023   | Melanesië Cup 2023     | Nieuw-Caledonië − Salomonseilanden | 0 − 1   |
| 13 | Honiara      | 2 december 2023   | Pacifische Spelen 2023 | Nieuw-Caledonië − Salomonseilanden | 2 − 2   |
| 14 | Port Moresby | 14 november 2024  | WK 2026 kwalificatie   | Salomonseilanden − Nieuw-Caledonië | 2 − 3   |

## Samenvatting
| Competitie        | Totaal gespeeld | Winst Nw.-Caledonië | Gelijk | Winst Salomonseilanden | Doelsaldo Nw.-Caledonië – Salomonseilanden |
| ----------------- | --------------- | ------------------- | ------ | ---------------------- | ------------------------------------------ |
| WK-kwalificatie   | 5               | 4                   | 0      | 1                      | 17 − 8                                     |
| Melanesië Cup     | 2               | 0                   | 0      | 2                      | 0 − 2                                      |
| Pacifische Spelen | 4               | 2                   | 1      | 1                      | 7 − 4                                      |
| Vriendschappelijk | 3               | 2                   | 0      | 1                      | 4 − 1                                      |
| Totaal            | 14              | 8                   | 1      | 5                      | 28 − 15                                    |

FCF · A-internationals ·
Nieuw-Caledonisch vrouwenelftal
2000 – 2009 ·
2010 – 2019 ·
2020 − 2029
Amerikaans-Samoa ·
Australië ·
Bulgarije ·
Cookeilanden ·
Estland ·
Fiji ·
Guadeloupe ·
Guam ·
Martinique ·
Mauritius ·
Nieuw-Zeeland ·
Papoea-Nieuw-Guinea ·
Salomonseilanden ·
Samoa ·
Tahiti ·
Tonga ·
Vanuatu ·
SIFF · 
Salomonseilands vrouwenelftal
Interlands
Tegenstander:
Amerikaans-Samoa ·
Australië ·
Cookeilanden ·
Fiji ·
Guam ·
Hongkong ·
Macau ·
Maleisië ·
Nieuw-Caledonië ·
Nieuw-Zeeland ·
Papoea-Nieuw-Guinea ·
Samoa ·
Singapore ·
Taiwan ·
Tahiti ·
Tonga ·
Vanuatu